# 18 лютого
18 лютого — 49-й день року в григоріанському календарі. До кінця року залишається 316 днів (317 у високосні роки)

## Свята і пам'ятні дні

### Релігійні

#### Християнство
- День Святої Костянтини.

Православ'я:
- Святителя Лева, папи Римського.
- Святителя Агапіта, сповідника, єпископа Синадського.
- Святителя Флавіана, сповідника, патріарха Константинопольського.
- Преподобного Косми Яхромського.

### Іменини
✝  Католицькі:
✙ Православні: Лев.

## Події
- 1386 — шлюб Великого князя литовського Владислава Ягайла з 12-річною Ядвігою, дочкою Людовіка I Великого (Угорського), завершив оформлення польсько-литовської унії
- 1839 — Полоцький собор
- 1885 — уперше опубліковані «Пригоди Гекльберрі Фінна» Марка Твена.
- 1930 — американський учений Клайд Томбо виявив 9-ту планету Сонячної системи — Плутон. Повідомлення про це було зроблено 13 березня.
- 1932 — в ході інтервенції в Маньчжурію Японська імперія проголошує створення держави-сателіта Маньчжоу-го.
- 1943 — у своїй найвідомішій промові Йозеф Геббельс закликав німецький народ до «тотальної війни».
- 1954 — у Лос-Анджелесі Рональд Габбард заснував Церкву саєнтології.
- 1960 - відкрилися VIII Зимові Олімпійські ігри у Скво-Веллі, (США).
- 1965 — Гамбія стала незалежною державою.
- 1968 — до складу гурту «Pink Floyd» увійшов Девід Ґілмор, він замінив Сіда Баретта.
- 1978 — пісня «Hotel California» гурту «Eagles» здобула «Греммі» як «Запис року».
  - на Гаваях проведені перші змагання Ironman (тріатлон).
- 1979 — уперше за багато століть у Сахарі випав сніг.
- 1992 — Україна встановила дипломатичні відносини з Хорватією та Угандою.
- 2009 - відкрилася XXIV Зимова Універсіада в Харбіні, (Китай).
- 2014 — в Україні почалося протистояння на Майдані Незалежності в Києві, внаслідок якого впродовж 3-х днів загинуло понад 80 осіб.
- 2015 — Парламент Молдови проголосував за новий уряд на чолі з Кирилом Габурічем.

## Народились

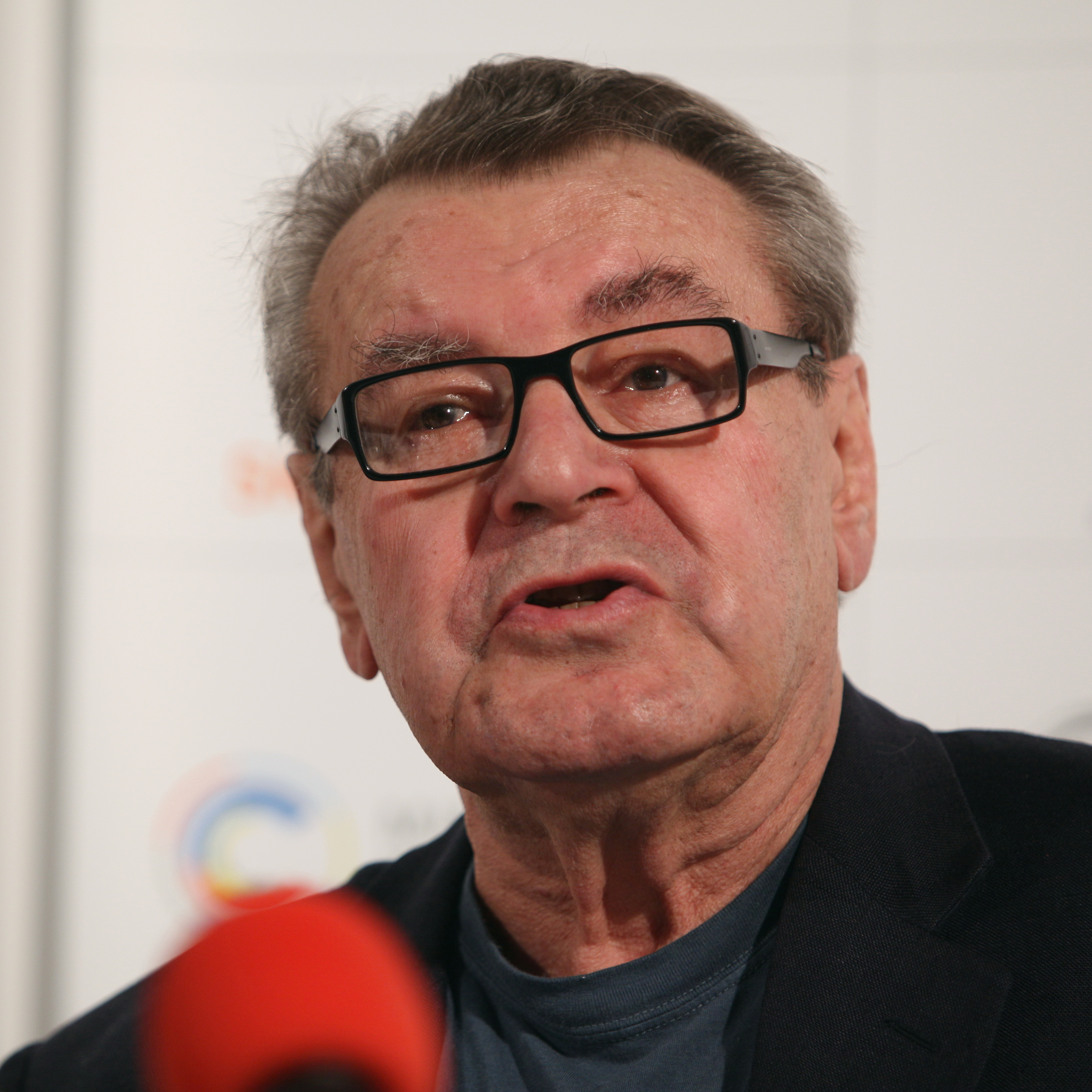
Мілош Форман

Дивись також Категорія:Народились 18 лютого
- 1404 — Леон-Баттіста Альберті, італійський архітектор, вчений, письменник і музикант епохи Відродження.
- 1516 — Марія І Тюдор, англійська королева, яка одержала прізвисько Кривава Мері.
- 1530 — Уесуґі Кеншін, японський самурайський полководець періоду Сенґоку.
- 1602 — Пітер Меленер, фламандський художник-баталіст епохи бароко, учень Пітера Снайерса.
- 1655 — П'єтро Джованні Гварнері, італійський скрипник, старший син Андреа Гварнері, можливо, також учень Ніколо Аматі.
- 1745 — Алессандро Вольта, італійський фізик і фізіолог, на честь якого названа одиниця електричної напруги.
- 1780 — Олексій Венеціанов, художник грецько-українського походження, учень Володимира Боровиковського.
- 1844 — Віллем Маріс, голландський пейзажист Гаазької школи. Брат художників Якоба Маріса і Маттейса Маріса.
- 1848 — Тіффані Луїс Комфорт, американський художник і дизайнер, виразник модерну (сецесії) в декоративно-ужитковому мистецтві. Син Чарльза Льюїса Тіффані, засновника знаної у світі ювелірної фірми «Тіффані і Ко».
- 1855 — Левко Симиренко, український помолог і плодовод.
- 1856 — Софія Русова, українська письменниця та громадська діячка, визначний український педагог.
- 1898 — Енцо Феррарі, італійський автомобілебудівник, творець автомобілів «Феррарі».
- 1900 — Оксана Петрусенко,  українська оперна співачка, проживала у Севастополі.
- 1919 — Джек Пеланс, американський кіноактор, лауреат «Оскару».
- 1921 — Василь Одрехівський, український скульптор, лемко.
- 1929 — Теодозія Бриж, український скульптор.
- 1931 — Тоні Моррісон, американська письменниця, лауреат Нобелівської премії з літератури.
- 1932 — Мілош Форман, чеський і американський кінорежисер і сценарист, лауреат двох «Оскарів» («Політ над гніздом зозулі», «Народ проти Ларрі Флінта»).
- 1933 — Боббі Робсон, англійський футболіст і тренер.
  - Йоко Оно, журналістка, художниця і музикант, більше відома своїм шлюбом із Джоном Ленноном.
- 1934 — Пако Рабанн, іспанський кутюр'є.
- 1950 — Сибілл Шеперд, американська акторка, виконавиця головної ролі в телесеріалі Детективне агентство «Місячне сяйво».
  - Джон Г'юз, американський кінорежисер, кіносценарист («Сам удома», «Бетховен»).
- 1952 — Джеймс Мейс, історик, політолог, дослідник голодомору в Україні.
- 1954 — Джон Траволта, американський актор («Кримінальне Чтиво», «Пароль „Риба-Меч“», «Без обличчя»).
  - Леонора Фані, італійська акторка, «Лоліта італійського кіно» («Нене», «Джалло у Венеції», «Пансіон страху»).
- 1964 — Метт Діллон, американський актор («Зіткнення», «Усі в захваті від Мері»).
- 1965 — Dr. Dre, американський репер, продюсер Емінема.
- 1967 — Роберто Баджо, італійський футболіст, що грав на позиціях нападника у ряді іменитих клубів («Ювентус», «Мілан», «Інтер»).
- 1989 — Тарас Матвіїв, Герой України, журналіст, громадський діяч, який загинув у російсько-українській війні.
- 1994 — Чон ХоСок більше відомий як Джей-Хоуп, південнокорейський реп-виконавець, співак, танцюрист, автор пісень та музичний продюсер.
- 1998 — Вернон (Хансоль Вернон Чхве) учасник південнокорейського гурту Seventeen, реп-виконавець, співак, танцюрист, автор пісень.

## Померли

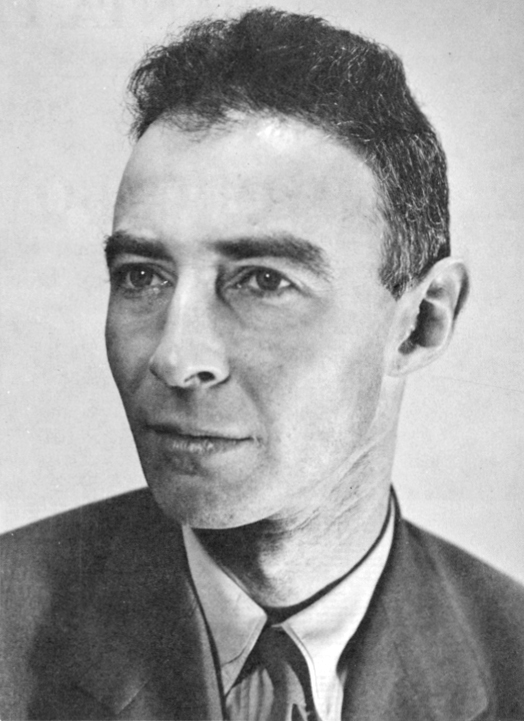
Роберт Оппенгеймер

Дивись також Категорія:Померли 18 лютого
- 1139 — Ярополк Володимирович, Великий князь київський, князь переяславський, син князя Володимира Мономаха та його першої дружини Ґіти, дочки англійського короля Гарольда II Ґодвінсона.
- 1294 — Хубілай, монгольський державний і політичний діяч.
- 1350 — Акамацу Норімура, японський самурайський полководець періоду Намбокутьо.
- 1455 — Фра Анджеліко, італійський живописець епохи Відродження.
- 1535 — Агріппа Неттесгаймський (нар. 1486), німецький гуманіст, лікар, алхімік, натурфілософ, окультист, астролог і адвокат.
- 1546 — Мартін Лютер, католицький священик, ініціатор руху в Церкві, пізніше названого Реформацією.
- 1564 — Мікеланджело Буонарроті, італійський скульптор, живописець, архітектор, поет й інженер.
- 1683 — Ніколас Берхем, нідерландський художник.
- 1821 — Василь Кукольник, український науковий і культурно-освітній діяч, учений-енциклопедист. Доктор вільних мистецтв, філософії і права. Батько Нестора, Платона та Павла Кукольників.
- 1851 — Карл Якобі, німецький математик.
- 1916 — Алоїза Пашкевич, білоруська поетеса.
- 1917 — Михайло Алексєєнко, український учений (юрист), ректор Харківського університету (1890–99.
- 1931 — Мілан Шуфлай, хорватський історик і політик, один із засновників албаністики, автор першого хорватського науково-фантастичного роману.
- 1945 — Іван Черняховський, радянський воєначальник, двічі Герой Радянського Союзу, учасник ДСВ.
- 1967 — Роберт Оппенгеймер, американський фізик-теоретик.